# Distretto di Kamikita
Il distretto di Kamikita (上北郡, Kamikita-gun?) è uno dei distretti della prefettura di Aomori, in Giappone.
Attualmente fanno parte del distretto i comuni di Noheji, Oirase, Rokkasho, Rokunohe, Shichinohe, Tōhoku e Yokohama.
| Controllo di autorità | VIAF (EN) 258173271 · NDL (EN, JA) 00637403 |